# Le Chefresne
Le Chefresne és un municipi francès situat al departament de la Manche i a la regió de Normandia. L'any 2007 tenia 300 habitants.

## Demografia

### Població
El 2007 la població de fet de Le Chefresne era de 300 persones. Hi havia 116 famílies de les quals 32 eren unipersonals (20 homes vivint sols i 12 dones vivint soles), 32 parelles sense fills, 44 parelles amb fills i 8 famílies monoparentals amb fills.
La població ha evolucionat segons el següent gràfic:
Habitants censats

### Habitatges
El 2007 hi havia 161 habitatges, 123 eren l'habitatge principal de la família, 26 eren segones residències i 13 estaven desocupats. Tots els 159 habitatges eren cases. Dels 123 habitatges principals, 95 estaven ocupats pels seus propietaris, 27 estaven llogats i ocupats pels llogaters i 1 estava cedit a títol gratuït; 2 tenien dues cambres, 10 en tenien tres, 32 en tenien quatre i 79 en tenien cinc o més. 89 habitatges disposaven pel capbaix d'una plaça de pàrquing. A 60 habitatges hi havia un automòbil i a 54 n'hi havia dos o més.

### Piràmide de població
La piràmide de població per edats i sexe el 2009 era:
| Homes | Edats   | Dones |
| ----- | ------- | ----- |
| 0     | 95 o +  | 0     |
| 0     | 90 a 94 | 0     |
| 4     | 85 a 89 | 0     |
| 4     | 80 a 84 | 0     |
| 4     | 75 a 79 | 8     |
| 12    | 70 a 74 | 12    |
| 12    | 65 a 69 | 4     |
| 16    | 60 a 64 | 8     |
| 4     | 55 a 59 | 24    |
| 4     | 50 a 54 | 0     |
| 16    | 45 a 49 | 8     |
| 12    | 40 a 44 | 4     |
| 4     | 35 a 39 | 12    |
| 8     | 30 a 34 | 4     |
| 16    | 25 a 29 | 8     |
| 8     | 20 a 24 | 8     |
| 4     | 15 a 19 | 8     |
| 12    | 10 a 14 | 8     |
| 4     | 5 a 9   | 4     |
| 4     | 0 a 4   | 8     |

## Economia
El 2007 la població en edat de treballar era de 185 persones, 142 eren actives i 43 eren inactives. De les 142 persones actives 132 estaven ocupades (73 homes i 59 dones) i 11 estaven aturades (7 homes i 4 dones). De les 43 persones inactives 16 estaven jubilades, 12 estaven estudiant i 15 estaven classificades com a «altres inactius».

### Ingressos
El 2009 a Le Chefresne hi havia 121 unitats fiscals que integraven 299,5 persones, la mediana anual d'ingressos fiscals per persona era de 14.008 €.

### Activitats econòmiques
Dels 13 establiments que hi havia el 2007, 1 era d'una empresa de fabricació d'altres productes industrials, 5 d'empreses de construcció, 2 d'empreses de comerç i reparació d'automòbils, 1 d'una empresa d'hostatgeria i restauració, 1 d'una empresa immobiliària, 1 d'una empresa de serveis i 2 d'entitats de l'administració pública.
Dels 5 establiments de servei als particulars que hi havia el 2009, 2 eren paletes i 3 lampisteries.
L'any 2000 a Le Chefresne hi havia 27 explotacions agrícoles que ocupaven un total de 697 hectàrees.

## Poblacions més properes
El següent diagrama mostra les poblacions més properes.